# St. Bartholomäus (Tamm)

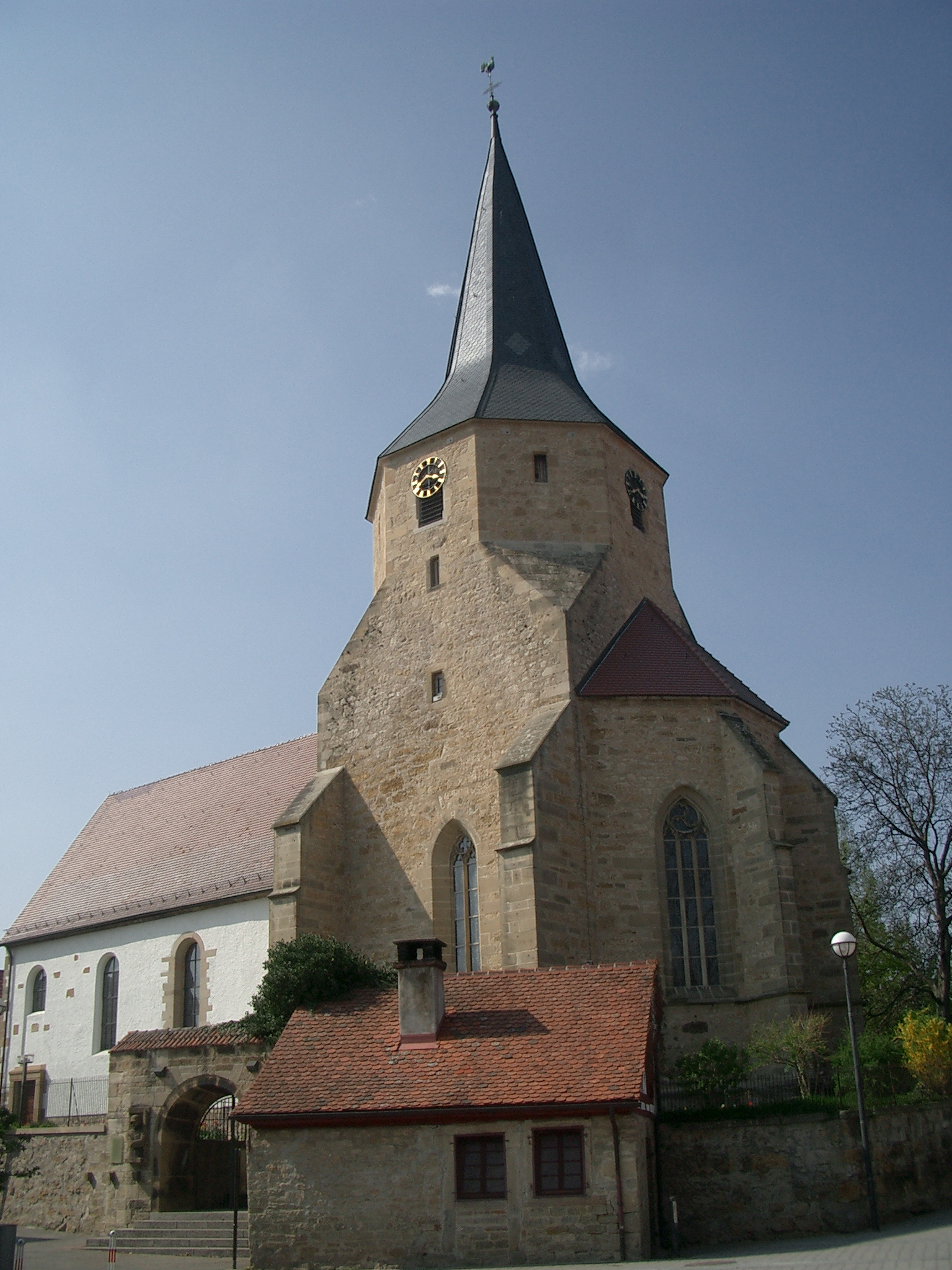
St. Bartholomäus in Tamm

Die evangelische Pfarrkirche St. Bartholomäus steht in Tamm, einer Stadt im Landkreis Ludwigsburg in Baden-Württemberg. Das Bauwerk ist beim Landesamt für Denkmalpflege Baden-Württemberg als Baudenkmal eingetragen. Die Kirchengemeinde gehört zum Kirchenbezirk Ludwigsburg in der Evangelischen Landeskirche in Württemberg.

## Beschreibung
Die 1331 erstmals urkundlich erwähnte Saalkirche wurde im Lauf der Jahrhunderte mehrfach verändert. Sie besteht aus einem Langhaus und einem Chorturm auf quadratischem Grundriss im Osten, der mit einem achteckigen Geschoss für die Turmuhr und den Glockenstuhl aufgestockt und mit einem achtseitigen Knickhelm bedeckt wurde. Das Erdgeschoss des Chorturms, also der Chor im Osten, ist dreiseitig abgeschlossen und wird von Strebepfeilern gestützt. Das ursprüngliche Langhaus wurde 1910 nach Entwürfen der Sozietät von Eugen Schmohl und Georg Stähelin nach Westen und Norden erweitert. 2008 stellte Orgelbau Lenter ein zweimanualiges Orgelharmonium als Leihgabe auf.